# Kaufhaus Jandorf
A. Jandorf & Co is een voormalige Duitse warenhuisketen die opgericht werd door Abraham Adolf Jandorf. Door het gebruik van de modernste verkooptechnieken groeide hij uit tot een van de rijkste kooplieden van Duitsland. In 1907 richtte hij in Berlijn het Kaufhaus des Westens (KaDeWe) op.

## Warenhuizen in Berlijn

### Spittelmarkt
Begin jaren 1890 werkte Jandorf in Bremerhaven voor de Hamburgse textielhandel M.J. Emden Söhne, een handelsgroep die zowel voor eigen rekening als voor talrijke onafhankelijke kooplieden de gezamenlijke inkoop op zich nam. Hij maakte indruk op het management, waardoor hij in 1892 van direkteur Jakob Emden de opdracht om met een voorschot van 500 Goldmark een klein bedrijf op te zetten in Berlijn. Na zes weken opende Jandorf zijn eerste winkel aan de Spittelmarkt, op de hoek van de Leipziger Strasse, een winkel met goedkope passement, fournituren en wol. In strijd met de afspraak presenteerde hij de onderneming op het bedrijfsbord en het briefpapier als zijn eigendom, namelijk als A. Jandorf & Co., Hamburger Engros Lager. Jandorf wist het onvermijdelijke conflict met Jakob Emden in zijn voordeel om te buigen door te dreigen met ontslag. Omdat de stad datzelfde jaar echter door een cholera-epidemie werd getroffen, had het vermelden van de locatie Hamburg in de bedrijfsnaam een verwoestend effect op het bedrijf. Geconfronteerd met deze aanvangsproblemen, verkortte Jandorf de bedrijfsnaam. 
Een rustkussen waarop de wens Slechts een kwartier geborduurd was, werd meer dan een miljoen keer verkocht en bracht het reddende verkoopsucces.
In 1894 trouwde Jandorf met Margarete Hirschfeld, kort daarna gevolgd door de geboorte van hun enige kind, Harry Jandorf. Jandorf werkte de hele dag in zijn warenhuis, van inkoop tot boekhouding en decoratie. De bedrijfsontwikkeling was succesvol. Na korte tijd kon hij het hele huis opkopen en er een warenhuis van 300 m² verkoopoppervlakte van maken. Als ‘volkswarenhuis’ wilde hij zijn doelgroep, het Berlijnse proletariaat, bereiken met eenvoudige, goedkope goederen.

### Kreuzberg (1897)
In 1893 verwierf Adolf Jandorf het eigendom van een verlaten vrouwenklooster aan de Halleschen Tor voor 1,975 miljoen mark om er een tweede warenhuis op te kunnen bouwen om aan de toegenomen vraag te kunnen voldoen. Hier kwam echter niet van terecht, want in 1897/98 werd het volgende warenhuis geopend op de hoek van de Belle-Alliance-Strasse (tegenwoordig Blücherplatz 3) en Tempelhofer Ufer werden gebouwd naar een ontwerp van architect Fritz Flatow, tegen de bedenkingen van Jakob Emden in. Het telde twee verdiepingen met een representatieve neobarokke gevel en telde aanvankelijk 1.500 m².  In 1899 werd op het aangrenzende perceel uitgebreid.  Vanaf dan zou Jandorf zijn warenhuizen op een strategisch goed gelegen straathoek moeten vestigen. In 1922 liet hij een extra verdieping op het gebouw realiseren. Bij de renovatie gingen de vijf neobarokke dakopbouwen en de dakbalustrade verloren. 

### Friedrichshain en Mitte

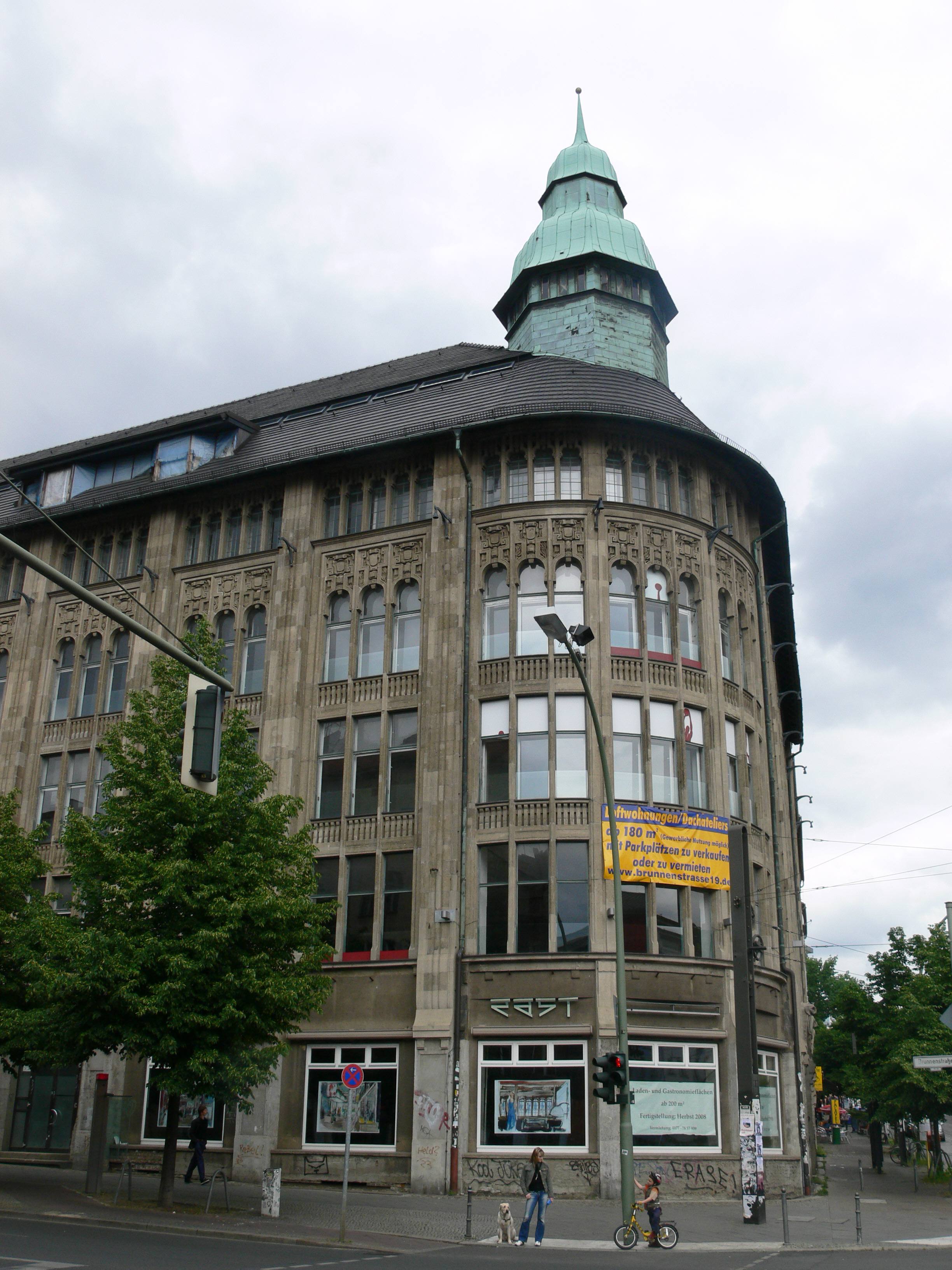
Warenhuis Jandorf, Berlijn, hoek van Brunnenstrasse en de, Veteranenstrsse, 2008

Verdere vestigingen werden in 1901 geopend aan de Große Frankfurter Strasse 113 (tegenwoordig Karl-Marx-Allee 68), op de hoek met de Andreasstrasse. Het gebouw aan de Große Frankfurter Straße werd in de Tweede Wereldoorlog verwoest en de overblijfselen ervan verdwenen met de herontwikkeling van de Stalinallee .

In 1904 werd een warenhuis op de hoek van de Brunnenstrasse en de Veteranenstrasse gerealiseerd; het <i>Warenhaus am Weinberg</i>.

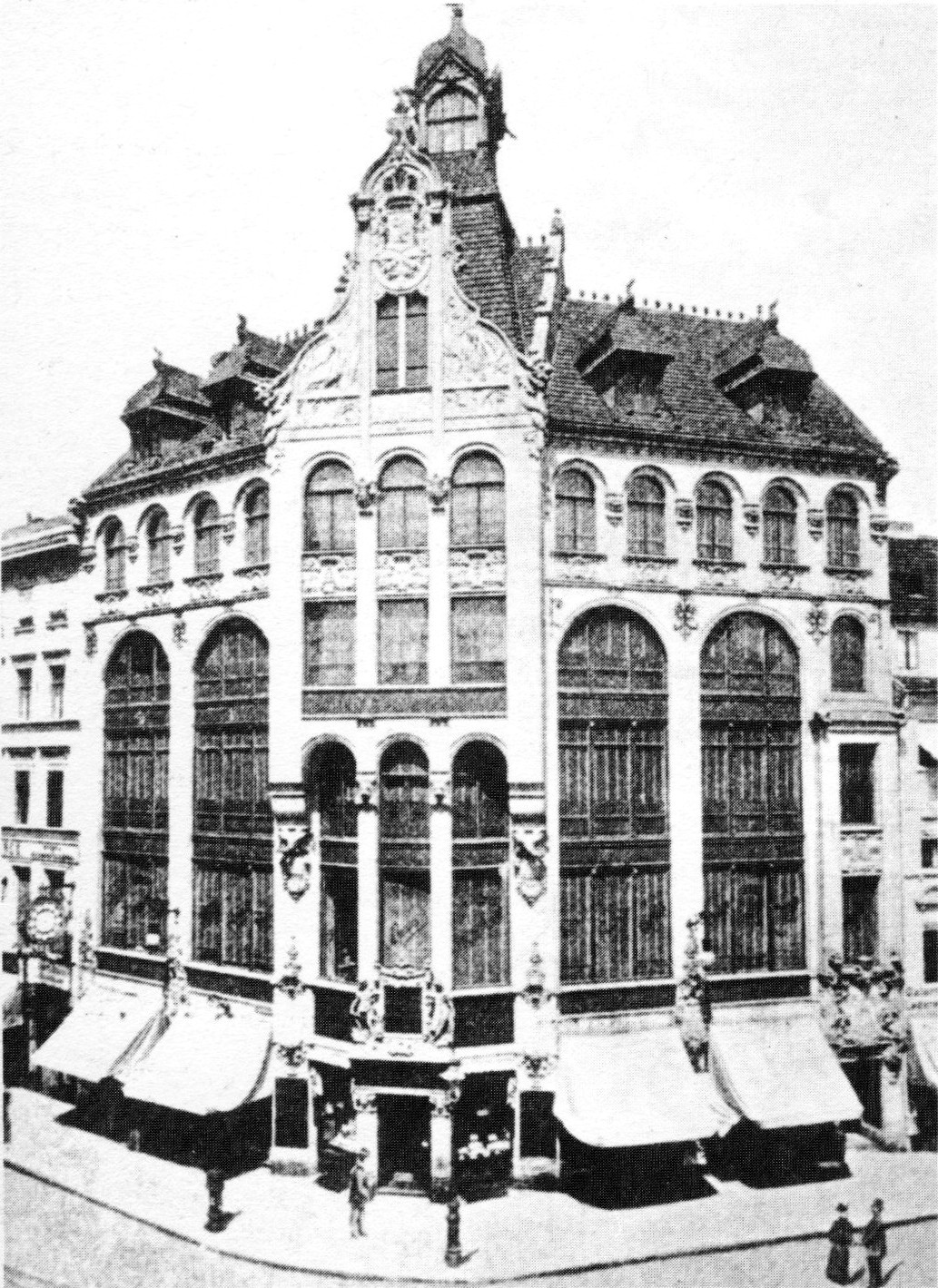
Warenhuis Jandorf aan de Spittelmarkt, hoek van de Leipziger Straße, 1892
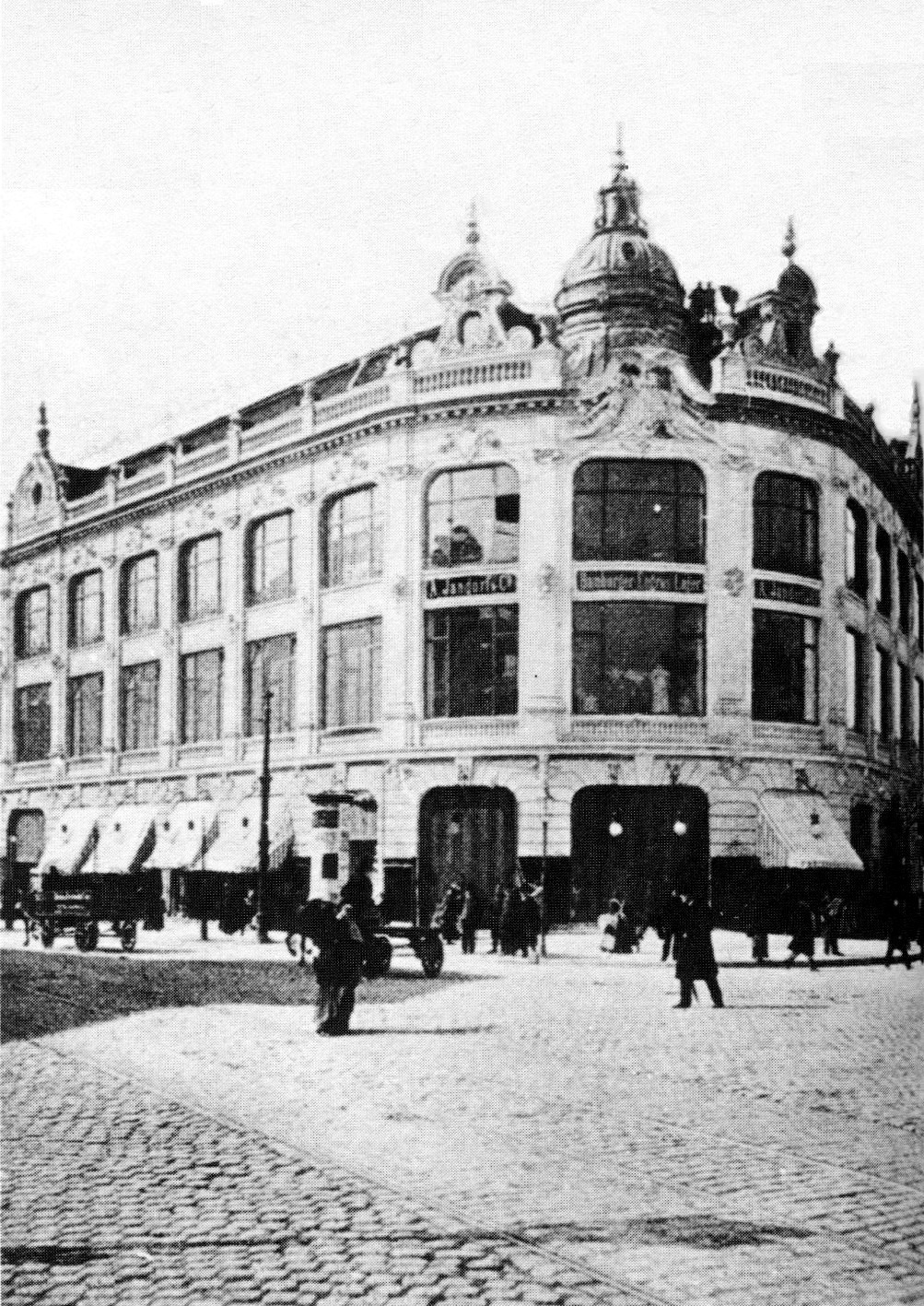
Warenhuis Jandorf aan Belle-Alliance-Straße, haak van Tempelhofer Ufer, 1898
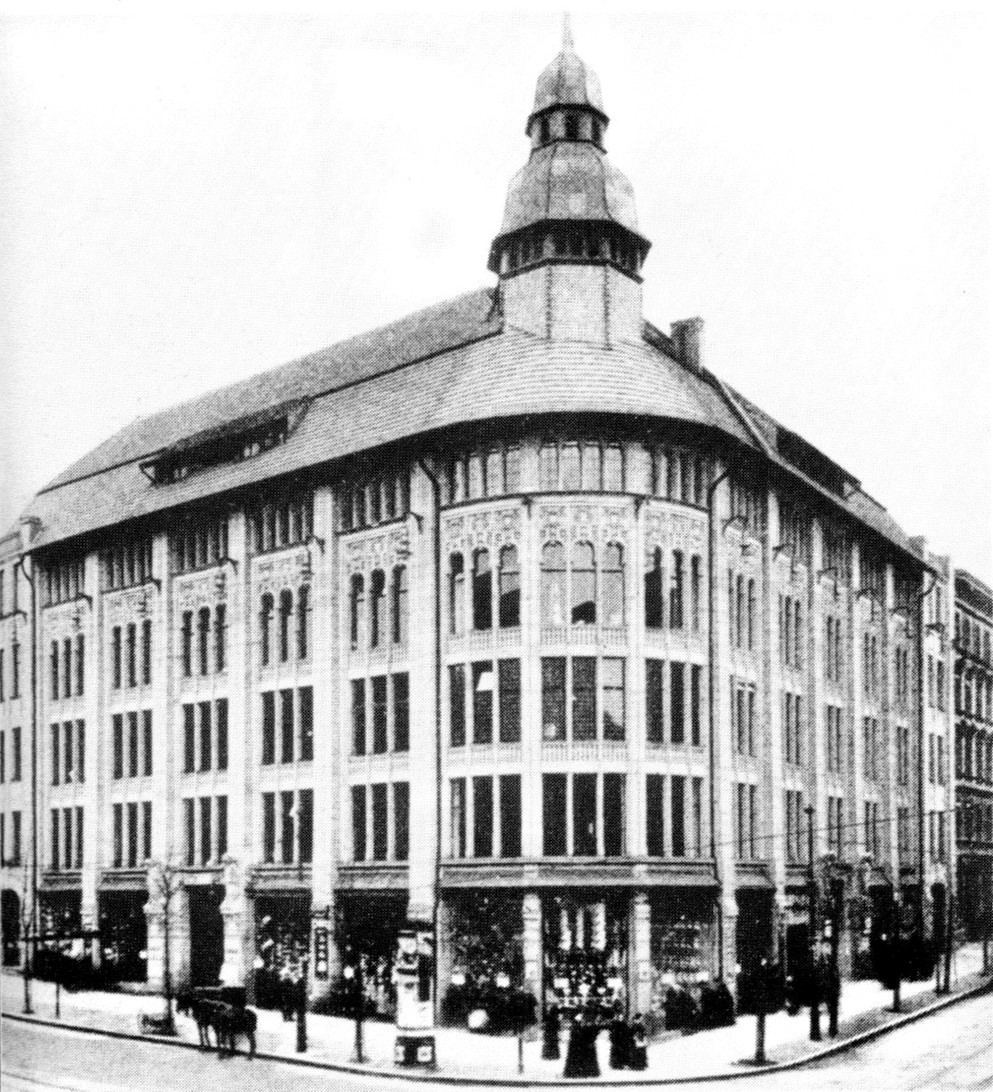
Warenhuis Jandorf, Brunnenstraße, 1904

Het was een vijf verdiepingen tellend stalen framegebouw, geconfronteerd met een duidelijk gestructureerde natuurstenen gevel, en kon van binnen flexibel worden ingedeeld. De gevel is versierd met bijen als symbool van hard werken  en met  Jugenstil-maaswerk. Het warenhuis doorstond de Tweede Wereldoorlog onbeschadigd en deed vanaf 1953 in de DDR dienst als instituut voor modevormgeving, later het Haus der Mode.

### Charlottenburg
Jandorf liet van 1905 tot 1906 zijn zesde warenhuis bouwen in Charlottenburg aan de Wilmersdorfer Straße 115, op de hoek met de Pestalozzistraße naar een ontwerp van de architect Alfred Lesser. Aan het einde van de Tweede Wereldoorlog werd het gedeeltelijk verwoest, maar Georg Karg van warenhuisketen Hertie liet het van 1951 tot 1955 restaureren. Verdere renovaties en uitbreidingen volgden en later werd daar een vestiging in Karstadt gevestigd.

### Kreuzberg
In 1906 verwierf Jandorf voor 3,35 miljoen mark een voltooid gebouw in de arbeiderswijk Kreuzberg aan de Kottbusser Damm 1, ontworpen door de architect Franz Ahrens. Het wordt beschouwd als het eerste particuliere gebouw van gewapend beton in Berlijn. Met de opening van dit warenhuis werd Jandorf tot een van de tien grootste warenhuisbedrijven in Duitsland.

### Kaufhaus des Westens
Jandorfs zevende en laatste warenhuis maakte geschiedenis. Jandorf koos als locatie de grens tussen de toenmalige onafhankelijke steden Charlottenburg en Schöneberg aan het einde van de Tauentzienstrasse. Vanwege de onmiddellijke nabijheid van het metrostation Wittenbergplatz en verschillende tramlijnen, was het gunstig gelegen en had goede vooruitzichten om een toekomstig vervoersknooppunt zou worden naarmate de steden samengroeiden om Groot-Berlijn te vormen. Enkele woongebouwen tussen de Ansbacher en de Passauer Strasse moesten worden gesloopt, waarna binnen een jaar het warenhuis werd gebouwd. De architect Johann Emil Schaudt ontwierp het pand met vijf verdiepingen met een zakelijke, functionele gevel van Frankische schelpkalksteen. Koopman Hermann Knauer bouwde het gebouw met zijn bedrijf Boswau &amp; Knauer. Het interieur was van de interieurontwerper Franz Habich, die eerder het warenhuis Oberpollinger in München had ingericht. Het werd omschreven als nobel, modern en waardig, met houten lambrisering en natuursteen. De kleine raamstructuur van de gevel paste zich aan de structuur van de aangrenzende huizen aan en was ook een gevolg van een nieuwe bouwregelgeving die de presentatie van goederen achter grote ramen op de gehele gevel verbood (zoals het warenhuis Tietz aan de Leipziger Straße). 

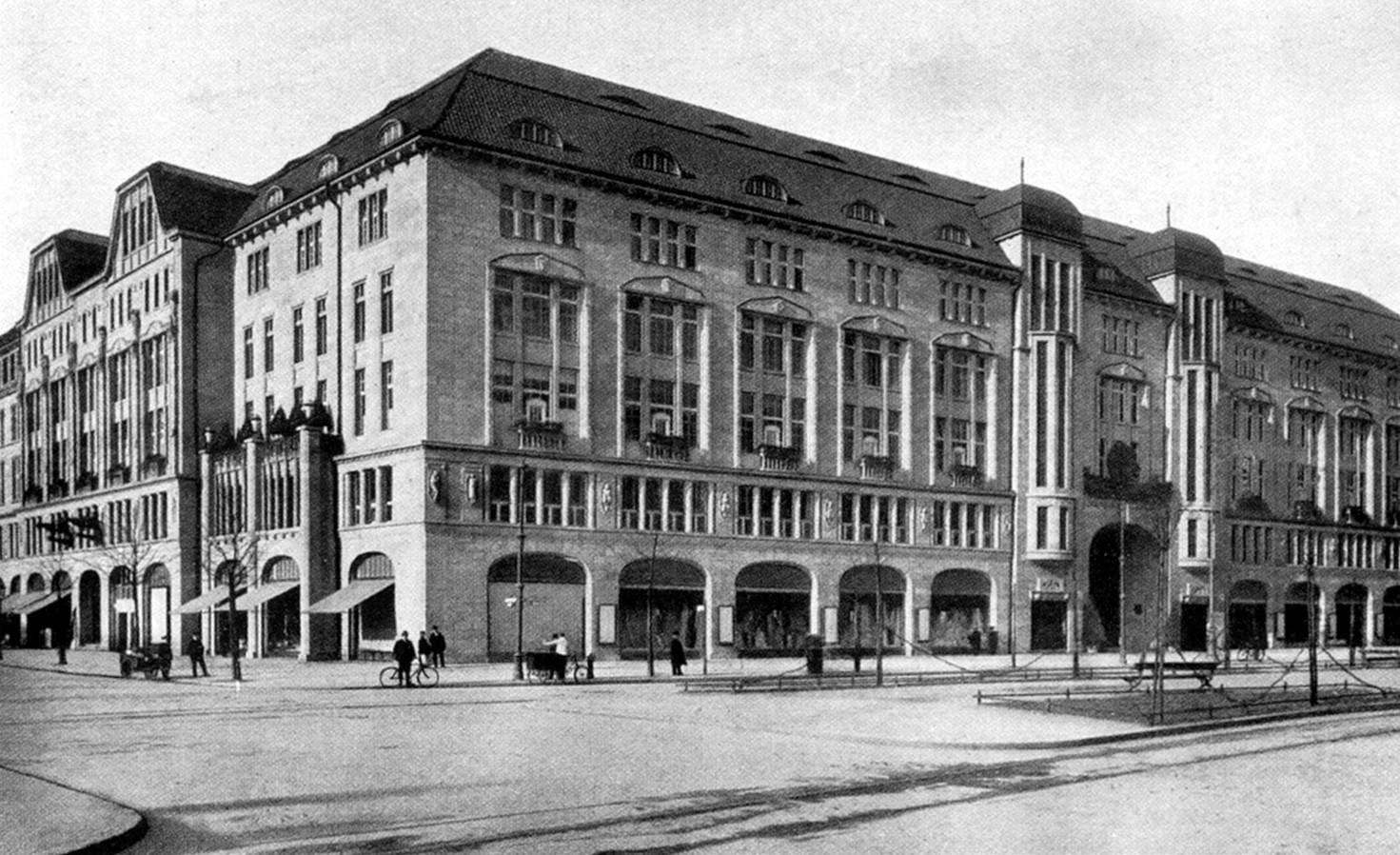
Kaufhaus des Westens, 1907

Managers van andere Berlijnse warenhuizen werden opzettelijk weggekocht, zodat het bedrijf A. Wertheim in sommige gevallen juridische stappen tegen Jandorf ondernam voor het Kaufmannsgericht. 
Voor de technische infrastructuur reisde Jandorfs broer Moritz naar Londen om het buispostsysteem en nieuwe verkooptechnieken te bestuderen. Hoewel er toen voor de kassa's een luchtpostsysteem met een totale lengte van 18 km en een centrale kassa werd geïnstalleerd, bleek het verkooptalent van fabrikant Lempson groter dan de functionaliteit van het systeem. De hoge reparatiegevoeligheid van de kabels, waardoor veelvuldig bezoek van Britse technici noodzakelijk was, zorgde ervoor dat ze al na een paar jaar werden vervangen door kassa's. Gewaardeerd door klanten en beklaagd door kleine handelaars waren de extra diensten die KaDeWe aanbood naast de verkoop van goederen in 120 afdelingen: “Kapsalons voor mannen en vrouwen, het reisbureau, het wisselkantoor, verfrissings- en theesalons en de fotografische atelier en uitleenbibliotheek."
Op 27 maart 1907, na een reclamecampagne in de dagbladen met groot formaat August Hajduk in Nouveaugebouw de opening vond plaats op basis van de uitgevoerde grafieken. In Augustus 1907 Werd King Chulalongkorn Rama. V. Vanaf Siam, met zijn entourage voor een tweedaagse winkel in Warenhuis van het Westen gaf het op, dineerde rijkelijk in de zogenaamde prince ' s room en besteedde in totaal 250.000 Mark. Het bezoek symboliseert de stilzwijgend gehoopte waardering van de KaDeWe door de hoge adel, die indruk maakte op het Hof, de bourgeoisie en de ambtenaren. Rama V. gaf Jandorf de Orde van de Witte Olifant en benoemde hem in 1912 als Honorair Consul van Siam.

### Aanvallen door detailhandelaren en antisemieten
De warenhuisgroep Jandorf, de Wertheim Groep, de Hermann Tietz-groep en de warenhuizen van Rudolph Karstadt waren zeer succesvol. De hoge omzet ging ten koste van de detailhandel. Met allerlei maatregelen probeerde de winkeliers tevergeefs de groeiende belangstelling van klanten voor de grote warenhuizen tegen te gaan. “Afgunst, wrok en steeds openlijker georganiseerde aanvallen begeleidden vanaf de eerste dag de triomf van warenhuizen in Duitsland.” Winkeliers met kleine winkels bundelden hun belangen tegen deze nieuwe vorm van zakendoen in belangengroepen zoals de Zentral-Vorstand Kaufmännischer Verbände und Vereine Deutschlands. Deze krachten slaagden erin de zogenaamde warenhuisbelastingen in de wet te verankeren in de deelstaatparlementen van Saksen in 1897 en in Hessen in 1911. Ook in Pruisen, overeenkomstig de Pruisische warenhuiswet van 18 juni 1900 moesten alle handelsbedrijven die meer dan twee van de vier willekeurig bepaalde productgroepen aanboden en een omzet van meer dan 400.000 mark hadden, een extra belasting betalen op basis van de omzet. Er werden vaak pogingen ondernomen om de bouw van extra warenhuizen te beperken door middel van bouwvoorschriften. In 1906 werd bijvoorbeeld een wetsvoorstel ingediend bij het Pruisische deelstaatparlement, volgens welke de verkoop vanwege brandgevaar niet meer hoger dan op de eerste verdieping mocht plaatsvinden.
Bovendien waren er antisemitische beledigingen in de pers, aangezien het warenhuis binnen enkele decennia voornamelijk door joodse familiebedrijven werd gerund. In 1932, een jaar vóór het nazi-tijdperk, waren 25 % van de Duitse detailhandelaren van joodse afkomst, terwijl het aandeel bij de warenhuiseigenaren 79 % bedroeg. Om dergelijke vijandigheid beter tegen te gaan, richtte Oscar Tietz in februari 1903 het Verbands Deutscher Waren- und Kaufhäuser op. Jandorf nam plaats in de raad van bestuur.

### Verkoop van warenhuizen
Toen Jandorfs zakenpartner M.J. Emden Söhne in 1926 zijn 19 warenhuizen aan Rudolph Karstadt AG verkocht, besloot hij al snel ook zijn warenhuizen te verkopen. Op dat moment had de Jandorf-groep meer dan 3.000 mensen in dienst en had een waarde in de dubbele cijfers van miljoenen. Op 2 december 1926 maakten de bedrijven A. Jandorf & Co. en Hermann Tietz oHG in een gezamenlijk communiqué bekend dat rond de jaarwisseling 1927 alle warenhuizen en eigendommen van het bedrijf Jandorf eigendom van Tietz zouden worden. De Hermann Tietz OHG-groep werd met een jaaromzet van 300 miljoen Reichsmark in 1928 de grootste warenhuisgroep van Europa.